# Kaczeniec (województwo mazowieckie)
Kaczeniec – osada leśna w Polsce położona w województwie mazowieckim, w powiecie węgrowskim, w gminie Łochów.
Wierni Kościoła rzymskokatolickiego należą do parafii Matki Bożej Częstochowskiej w Gwizdałach.